# 리가구

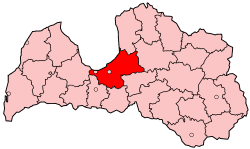
리가 구의 위치

리가구(라트비아어: Rīgas rajons)는 라트비아 중부에 있던 구로 행정 중심지는 리가(라트비아의 수도)이며 면적은 3,058km2, 인구는 159,247명(2002년 기준), 인구 밀도는 52.3명/km2이다. 8개 시와 17개 교구를 관할했으며 2009년에 실시된 행정 구역 개편에 따라 폐지되었다. 북쪽으로는 리가 만과 접해 있었으며 투쿰스 구와 옐가바 구, 바우스카 구, 오그레 구, 체시스 구, 림바지 구와 인접해 있었다.